# Spree (Studentenzeitung)
Spree (Studenten Presse Berlin) ist eine der auflagenstärksten Studentenzeitungen der Regionen Berlin und Potsdam (bis zu 40 DIN A4-Seiten). Gegründet wurde das Magazin im Jahr 1995 von vier Studenten der TU Berlin, darunter Florian Diesing und Sebastian Weiß, seit 2013 auch Herausgeber des bundesweiten Hochschulmagazins Uniglobale.
Das Magazin ist an keine Hochschule gebunden, und das Redaktionsteam setzt sich aus Studenten der verschiedensten Fachrichtungen und Hochschulen zusammen. Das Redaktionsteam besteht meist aus etwa 20 Studierenden. Produktion, Layout und Redaktion werden von Studierenden betreut und darin von ehemaligen Mitarbeitern unterstützt.
Im Herbst 2005 fusionierte „bus“ mit der damaligen Neugründung „Spree – Studentenpresse Berlin“. Seit Herbst 2009 erscheint „bus“ unter dem Titel „spree – Studenten Presse“. Die Auflage beträgt 30.000 Exemplare. Pro Semester erscheinen mindestens zwei Ausgaben. Das Heft wird kostenlos ausgelegt: an Berliner und Potsdamer Hochschulen sowie in Cafés und Kneipen.

## Inhalt
Seit der Herbstausgabe 2005 gibt es in jeder Ausgabe ein Titelthema im Umfang von mindestens zwei Doppelseiten. Daneben gibt es einen recht umfangreichen Kulturteil, einen Karriereteil, der zeitweise eine Jobbörse enthielt, und einen aktuellen Bereich, der vor allem Nachrichten aus dem Berliner und Potsdamer Hochschulbereich bietet. Neben Artikeln und Meldungen enthält das Magazin zahlreiche Interviews, beispielsweise mit Bands „Wir sind Helden“, Hochschulpräsidenten oder Berlins ehemaligem Regierenden Bürgermeister Klaus Wowereit.

## Spree im Netz
Seit 2011 findet man alle Beiträge aus dem Studentenmagazin auch auf einer Website, es werden Nachrichten in den folgenden Rubriken gepostet:
- Studieren in Berlin (Studium, Semesterferien, Semesterstart in Berlin, Masterstudium, Bachelorstudium, Zeitmanagement)
- Karriere (Karriere in Berlin, Nebenjobs, Jobs, Uni-Jobs in Berlin, Masterstudium, Bachelorstudium, Zeitmanagement, Praktikum, StartUp, Weiterbildung, Bewerbung)
- Kultur (Bühne, Film, Literatur, Spiele, Musik in und aus Berlin)
- Studienführer (Beratung, Geld, Geschichte der Hochschulen, Hochschul-Aufbau, Grundlagen)
- Neues aus den Hochschulen Berlin und Brandenburgs (FU Berlin, HU Berlin, TU Berlin, ASH Berlin, UdK Berlin, BTH Berlin, Uni Potsdam, FHP, HFF, HFS, HFM, EHB, KHSB Berlin, Charité, KH Berlin)
- Studentenleben (Wohnen in Berlin, studieren mit Kinder, digital, Liebe, Sport)
- Veranstaltungen/Events in Berlin und Brandenburg für Studenten

Seit einem Relaunch im Oktober 2017 heißt die Online-Ausgabe Spree – Das Berliner Campusmagazin und befindet sich unter der Web-Adresse spree-magazin.de.